# Edward Bruce Williamson
Edward Bruce Williamson (* 10. Juli 1877 in Marion, Indiana; † 28. Februar 1933 in Ann Arbor, Michigan) war ein US-amerikanischer Bankier, Entomologe und Pflanzenzüchter. Seine Hauptinteressen waren die Libellenforschung und die Züchtung von Schwertlilien.

## Leben
Williamson zog als Kind mit seinen Eltern nach Bluffton, Indiana. Nach seinem Abschluss an der Ohio State University im Jahr 1898 wurde er Assistenzkurator der entomologischen Sammlung im Carnegie Museum of Natural History in Pittsburgh. Von 1900 bis 1901 war er Stipendiat an der Vanderbilt University. Danach war er für ein Jahr Highschool-Lehrer in Salem, Ohio. Nach seiner Rückkehr nach Bluffton trat er 1905 die Nachfolge seines Vaters als Präsident der Wells County Bank an, eine Position, die er bis 1930 innehatte. Von 1916 bis 1928 war er stellvertretender Kurator und von 1928 bis 1933 wissenschaftlicher Mitarbeiter des Zoologischen Museums der University of Michigan in Ann Arbor.
Williamson veröffentlichte seine ersten wissenschaftlichen Arbeiten im Jahr 1897, darunter auch seine ersten Schriften über Libellen. Seine Bibliographie umfasst 123 wissenschaftliche Publikationen, darunter 97 über Libellen, fünf über Vögel, vier über Fische, drei über Krebstiere, je eine über Säugetiere, Reptilien und Schmetterlinge und elf über verschiedene andere Themen. Er beschrieb 14 neue Gattungen und 92 neue Libellenarten sowie eine neue Flusskrebsart. Seine Libellensammlung, die etwa 40.000 bis 50.000 Proben von 310 Arten umfasst, sowie seine umfangreiche Bibliothek über die Odonata sind im University of Michigan Museum of Zoology untergebracht.
1906 begann Williamson mit der Zucht von Schwertlilien. Seine erste Sorte Maude Tribolet stellte er 1916 vor und eine seiner bekanntesten Sorten Lent A. Williamson wurde 1918 eingeführt. Ab 1925 stellte er jedes Jahr eine Reihe neuer Iris-Hybride vor, die im Bulletin der American Iris Society wegen ihrer großen  Bandbreite an Farben und Formen gepriesen wurden. 
Williamson führte eine Reihe bedeutender Sammelexpeditonen durch, darunter von Juli bis August 1899, wo er im Auftrag des Carnegie Museums die Fossilienfelder in Wyoming studierte. Von Januar bis März 1905 bereiste er Mittelamerika, einschließlich Britisch-Honduras und Guatemala und von Juni bis Juli 1909 ein weiteres Mal Guatemala. Gemeinsam mit Charles Clemon Deam reiste er von Januar bis März 1912 nach Britisch-Guayana. Von Dezember 1916 bis März 1917 führte ihn eine Exkursion nach Kolumbien. Von Januar bis Mai 1920 sammelte er in Zusammenarbeit mit dem  University of Michigan Museum of Zoology in Venezuela. Mehrere kleinere Reisen führte Williamson in verschiedenen Teilen der Vereinigten Staaten durch, zuletzt eine Expedition nach North Carolina, Georgia und Florida im August und September 1932. Williamsons wichtigster Studienort war der Vanemon Swamp in Wells County, Indiana, wo er mehr als 30 Jahre lang intensive Forschungen über die Libellenfauna betrieb. 
Von 1918 bis 1919 war Williamson Präsident der Indiana Academy of Science. Zudem war er Mitglied der Entomological Society of America, der American Iris Society sowie der American Ornithologists’ Union.